# Dermea
Dermea is een geslacht van schimmels behorend tot de familie Dermateaceae.

## Soorten
Het geslacht telt in totaal 27 soorten (peildatum februari 2022):
| Soortnaam                               | Auteur(s)                            | Publicatiejaar |
| --------------------------------------- | ------------------------------------ | -------------- |
| Dermea abietina                         | (Peck) Rossman                       | 2014           |
| Dermea ariae (Lijsterbesleerschijfzwam) | (Pers.) Tul. & C. Tul. ex P. Karst.  | 1871           |
| Dermea balsamea                         | (Peck) Seaver                        | 1932           |
| Dermea bicolor                          | (Ellis) J.W. Groves                  | 1943           |
| Dermea boycei                           | (Dearn.) Rossman                     | 2014           |
| Dermea brenckleana                      | (Sacc.) Seaver                       | 1933           |
| Dermea cerasi (Boomgaardleerschijfzwam) | (Pers.) Fr.                          | 1825           |
| Dermea chinensis                        | C.M. Tian & N. Jiang                 | 2019           |
| Dermea chionanthi                       | Ellis & Everh.                       |                |
| Dermea cydoniae                         | Schwein.                             | 1832           |
| Dermea fraxini                          | (Sacc.) Rehm                         | 1912           |
| Dermea fumosa                           | (Cooke & W. Phillips) J.W. Groves    | 1946           |
| Dermea grovesii                         | J. Reid & Piroz.                     | 1966           |
| Dermea hamamelidis                      | (Peck) J.W. Groves                   | 1946           |
| Dermea libocedri                        | J.W. Groves                          | 1946           |
| Dermea molliuscula                      | (Schwein.) J.W. Groves               | 1946           |
| Dermea persica                          | Mehrabi & Asgari                     | 2018           |
| Dermea piceina                          | J.W. Groves                          | 1946           |
| Dermea pinicola                         | J.W. Groves                          | 1946           |
| Dermea populea                          | Schwein.                             | 1832           |
| Dermea pruni                            | (Teng) J.W. Groves                   | 1952           |
| Dermea pseudotsugae                     | A. Funk                              | 1967           |
| Dermea rhytidiformans                   | A. Funk & Kuijt                      | 1970           |
| Dermea stellata                         | (Ellis) Rossman                      | 2014           |
| Dermea tetrasperma                      | A. Funk                              | 1976           |
| Dermea tulasnei (Essenleerschijfzwam)   | J.W. Groves                          | 1946           |
| Dermea tumifaciens                      | (T.S. Ramakr. & K. Ramakr.) A. Pande | 2008           |